# Wolha Masuronak
Wolha Sjarhejeuna Masuronak (belarussisch Вольга Сяргееўна Мазуронак; englisch Volha Mazuronak; * 14. April 1989 in Qaraghandy, Kasachische SSR, Sowjetunion) ist eine belarussische Langstreckenläuferin.

## Sportliche Laufbahn
Erste internationale Erfahrungen sammelte Wolha Masuronak bei Crosslauf-Weltmeisterschaften 2005 in Saint-Galmier, bei denen sie in der Juniorenwertung im Einzel Rang 100 belegte und in der Teamwertung auf Rang 17 kam. Daraufhin nahm sie im 5000-Meter-Gehen an den Jugendweltmeisterschaften in Marrakesch teil und wurde dort in 22:52,06 min Vierte. 2006 belegte sie bei den Juniorenweltmeisterschaften in Peking im 10.000-Meter-Gehen Rang fünf und wurde bei den Junioreneuropameisterschaften 2007 in Hengelo über dieselbe Distanz disqualifiziert. Daraufhin beendete sie vorläufig ihre Karriere als Leichtathletin und kehrte erst nach vier Jahren zurück, spezialisierte sich aber seitdem auf den Langstreckenlauf.
2013 nahm sie im Halbmarathon an der Sommer-Universiade in Kasan teil und belegte dort in 1:17:07 h den 14. Rang. Zudem wurde sie beim Lodz-Marathon in 2:33:33 h Zweite. 2014 qualifizierte sie sich über 10.000 Meter für die Europameisterschaften in Zürich, bei denen sie in 32:31,15 min Siebte wurde. Zudem siegte sie beim Sacramento California International Marathon in 2:27:33 h. 
2015 gewann sie den Minsk-Halbmarathon und gewann bei den Militärweltspielen im südkoreanischen Mungyeong die Silbermedaille im 5000-Meter-Lauf. Beim London-Marathon belegte sie mit einer Zeit von 2:25:36 h den neunten Platz. 
2016 wurde sie beim London-Marathon mit neuem Landesrekord Vierte und siegte erneut beim Minsk-Halbmarathon. Zudem qualifizierte sie sich für die Olympischen Spiele in Rio de Janeiro, bei denen sie in 2:24:48 h Platz fünf belegte und damit beste Europäerin wurde. 2017 wurde sie Zweite beim Valencia-Marathon. 
2018 belegte sie bei den Halbmarathon-Weltmeisterschaften 2018 Rang 18. Im Marathonlauf der Leichtathletik-Europameisterschaften 2018 in Berlin konnte sich Masuronak mit einer Zieleinlaufzeit von 2:26:22 h vor der Französin Clémence Calvin und der Tschechin Eva Vrabcová-Nývltová auf dem Goldrang platzieren. Im Jahr darauf siegte sie in 2:26:30 h beim Standard Chartered Hong Kong Marathon sowie in 1:13:56 h beim Running festival Half Marathon in Triest. 
Ende September wurde sie bei den Weltmeisterschaften in Doha nach 2:36:21 h Fünfte und gelangte anschließend bei den Militärweltspielen in Wuhan nach 15:46,29 min auf den sechsten Platz über 5000 Meter. 
2021 war sie bei den Olympischen Sommerspielen in Sapporo mit einer Zeit von 2:29:06 h und dem fünften Gesamtrang die beste Europäerin im Marathonlauf.
2013 wurde Masuronak belarussische Meisterin über 5000 und 10.000 Meter sowie 2014 über 10.000 Meter. Zudem gewann sie 2018 den Hallenmeistertitel über 3000 Meter.

## Persönliche Bestleistungen
- 3000 Meter: 9:18,42 min, 8. Juni 2018 in Brest
  - 3000 Meter (Halle): 9:11,68 min, 17. Februar 2016 in Mahiljou
- 5000 Meter: 15:33,06 min, 31. Mai 2017 in Brest
- 10.000 Meter: 32:13,73 min, 10. Juni 2017 in Minsk
- Halbmarathon: 1:10:57 h, 24. März 2018 in Valencia (belarussischer Rekord)
- Marathon: 2:23:54 h, 24. April 2016 in London (belarussischer Rekord)